# Chloephaga poliocephala
El cauquén cabeza gris (Chloephaga poliocephala), también conocido como cauquén cabecigrís, canquén, cauquén, cauquén real, gansillo y avutarda, es una especie de ave anseriforme de la familia Anatidae propia del sur de América del Sur. Las poblaciones originales se han reducido considerablemente por la caza, especialmente durante su período de migración invernal en las pampas húmedas. Actualmente en Argentina se considera una especie amenazada y son protegidos por ley.

## Descripción

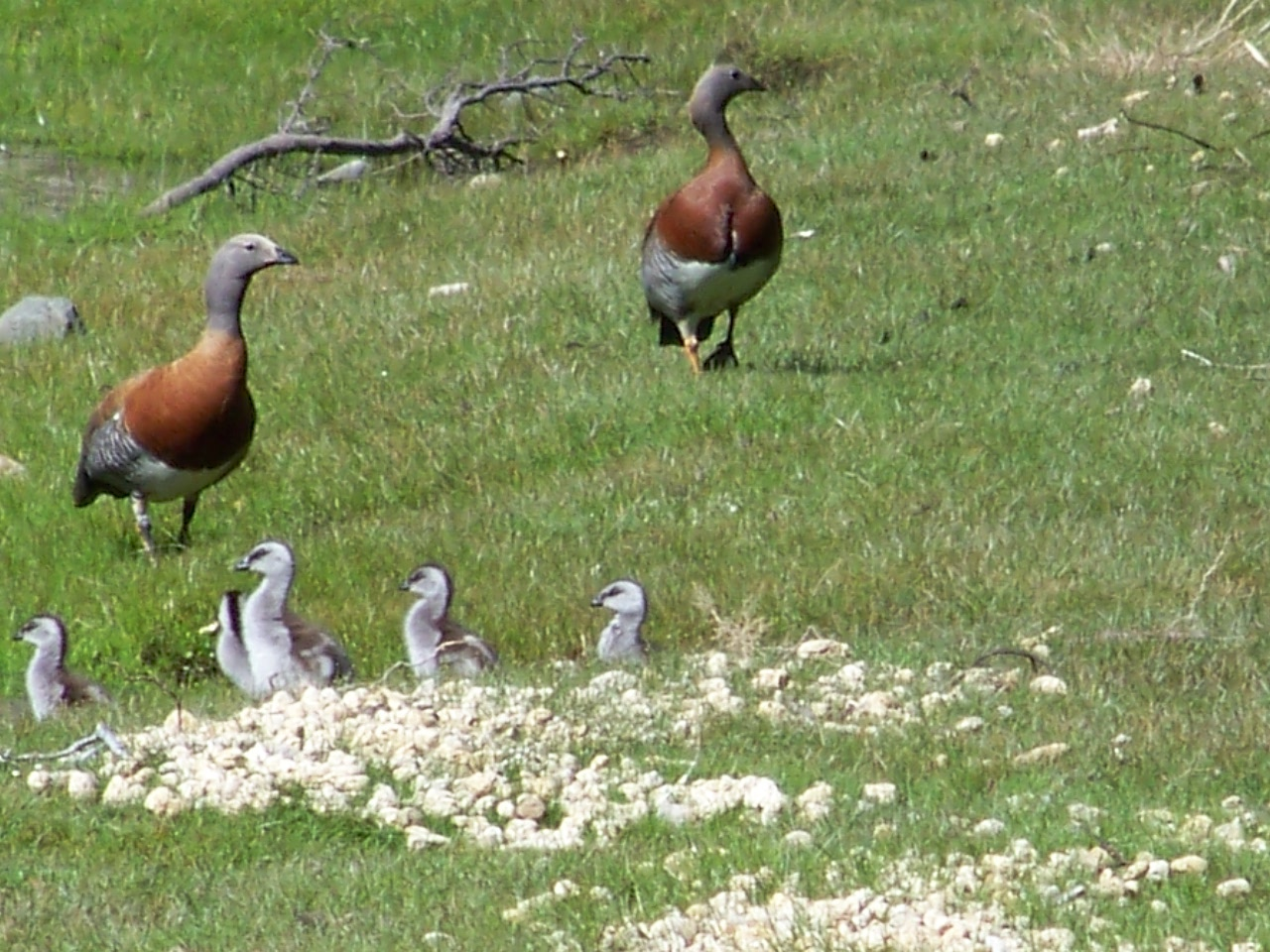
Cauquén cabeza gris en pareja y polluelos en el lago Moquehue, Provincia de Neuquén (Argentina).

Es parecido a otras especies de cauquenes, pero su cabeza gris la identifica. No se conocen subespecies de Chloephaga poliocephala.

## Distribución y hábitat
Su distribución se extiende desde Colchagua en Chile y Neuquén en la Argentina hasta el sur del archipiélago fueguino. Se reproduce en cercanías de la cordillera de los Andes, aunque en su distribución no reproductiva incluye la zona esteparia de la Patagonia. También habita en las islas Malvinas.
Esta especie se encuentra desde el nivel del mar hasta los 1500 m s. n. m..

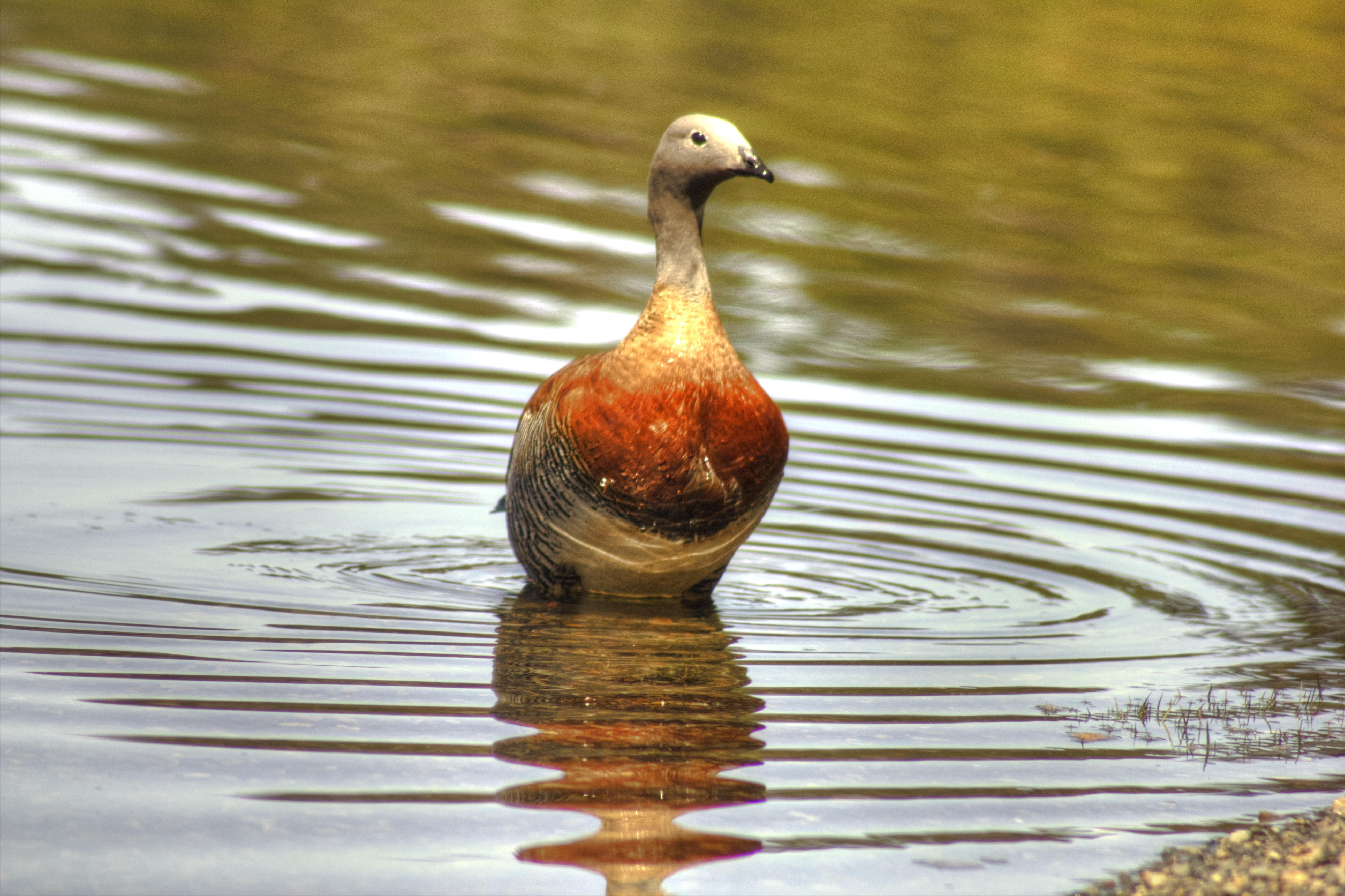
Cauquen saliendo del Moquehue.

## Reproducción

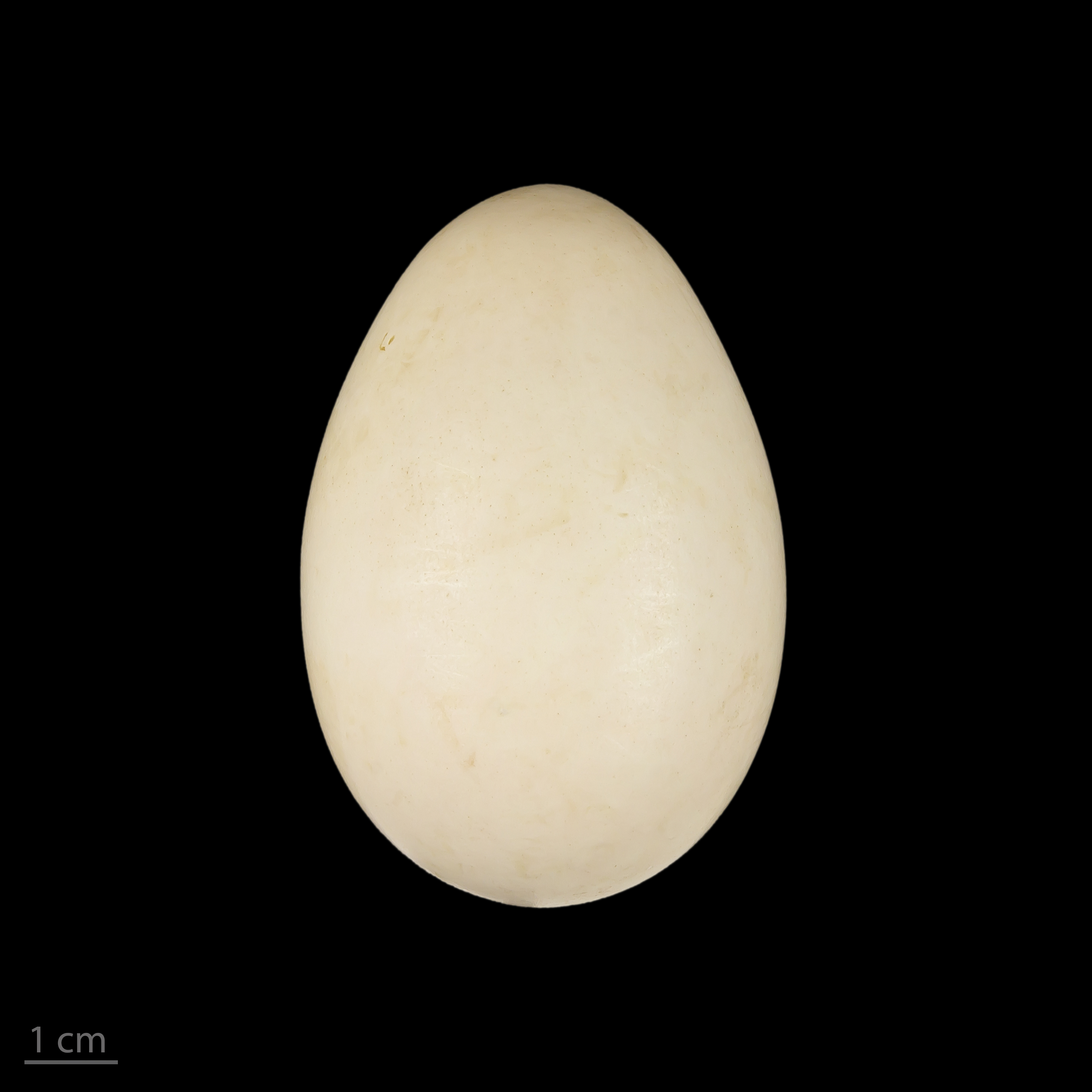
Chloephaga poliocephala - MHNT

Construye el nido en lugares retirados, entre vegetación alta o entre troncos de árboles. Pone de 4 a 6 huevos, tardando la incubación unos 30 días. Al dejar el nido lo cubre con plumón de su pecho, haciéndolo críptico.